# Boys Like You (canción de Itzy)
«Boys Like You» es una canción del grupo surcoreano Itzy, que fue lanzada el 21 de octubre de 2022 por JYP Entertainment. La canción es el primer sencillo totalmente en inglés del grupo y sirve de prelanzamiento del sexto EP del grupo Cheshire. Fue compuesta por Didrik Thott, Sebastian Thott y Hayley Aitken y escrita por Didrik Thott, Hayley Aitken, Sara Davis, Ellie Suh y Lee Joo Hee.

## Antecedentes y lanzamiento
El 17 de octubre de 2022, JYP Entertainment anunció de manera sorpresiva el lanzamiento de un próximo sencillo en inglés de Itzy, con el título de «Boys Like You». La canción, anunciada como sencillo de prelanzamiento de un próximo álbum del grupo, sería publicada el 21 de octubre de 2022 a las 13:00 hrs. (KST). Al día siguiente fue publicado un primer adelanto del vídeo musical del sencillo.
El 19 de octubre fue publicado un nuevo póster conceptual de las miembros de Itzy, mientras que el 20 de octubre fue lanzado un segundo adelanto del vídeo musical.
La canción junto con su vídeo musical fueron lanzados el 21 de octubre de 2022, siendo así el primer sencillo original del grupo compuesto de manera íntegra en inglés, sin considerar versiones en ese idioma de anteriores canciones coreanas del grupo.

## Composición y letra
La canción fue compuesta por Didrik Thott, Sebastian Thott y Hayley Aitken y escrita por Didrik Thott, Hayley Aitken, Sara Davis, Ellie Suh y Lee Joo Hee. Los arreglos musicales estuvieron a cargo de Sebastian Thott.

## Historial de lanzamiento
| País   | Fecha                 | Formato                    | Sello             | Ref. |
| ------ | --------------------- | -------------------------- | ----------------- | ---- |
| Varios | 21 de octubre de 2022 | Descarga digital streaming | JYP Entertainment |      |